# Jess Vanstrattan
Jess Kedwell Vanstrattan (ur. 19 lipca 1982 w Gosford) – australijski piłkarz grający na pozycji bramkarza.
W 1999 roku rozegrał sześć spotkań na mistrzostwach świata U-17, w których Australia przegrała w finale z Brazylią. Z kolei w 2001 roku wystąpił w dwóch meczach Młodzieżowych Mistrzostw Świata, zakończonych przez Australię na 1/8 finału.

## Statystyki ligowe
| Rozgrywki    | Poziom | Kraj      | Mecze | Bramki |
| ------------ | ------ | --------- | ----- | ------ |
| NSL/A-League | I      | Australia | 18    | 0      |
| Serie B      | II     | Włochy    | 8     | 0      |